# Notation3
In informatica, Notation-3 (o N3) è uno dei formati, insieme a N-triples, Turtle e XML, utilizzati per la rappresentazione di un grafo RDF. L'obiettivo di questi è quello di rendere l'informazione presente online, fruibile e leggibile da un computer.
La grammatica di N3 è definita libera dal contesto.

## Esempio
Un esempio di un semplice grafo RDF espresso in XML:
```
<rdf:RDF

    
xmlns:rdf=
"http://www.w3.org/1999/02/22-rdf-syntax-ns#"

    
xmlns:dc=
"http://purl.org/dc/elements/1.1/"
>

  
<rdf:Description
 
rdf:about=
"http://en.wikipedia.org/wiki/Tony_Benn"
>

    
<dc:title>
Tony
 
Benn
</dc:title>

    
<dc:publisher>
Wikipedia
</dc:publisher>

  
</rdf:Description>

</rdf:RDF>

```

Che può essere reso in N3 nel seguente modo:
```
 
@prefix
 
dc:
 
<http:
//purl.org/dc/elements/1.1
/>
.

 

 
<http:
//en.wikipedia.org/wiki/Tony_Benn
>

   
dc:title
 
"Tony
 
Benn";

   
dc:publisher
 
"Wikipedia".

```